# Carlos Paião
Carlos Manuel de Marques Paião (* 1. November 1957 in Coimbra; † 26. August 1988 bei Rio Maior) war ein portugiesischer Sänger und Songwriter.

## Werdegang
Paião wurde in Coimbra geboren und verbrachte seine Kindheit in Ílhavo, woher seine Eltern stammten, und Cascais. Im frühen Alter begann er eigene Songs zu komponieren. Erste Anerkennung erfuhr er 1978 als Sieger des Songfestivals des Clubs Illiabum.
1980 nahm er erstmals am Festival da Canção teil. Mit dem Titel Playback gewann er im darauffolgenden Jahr das Festival und vertrat sein Land beim Eurovision Song Contest in Dublin. Mit neun Punkten wurde er Vorletzter. Im eigenen Land tat das schlechte Abschneiden seiner Popularität keinen Abbruch und er landete noch im gleichen Jahr mit dem Titel Pó de Arroz einen weiteren Hit.
Auch für andere Künstler schrieb er Songs, darunter Herman José (A Canção do Beijinho, 1980) und Amália Rodrigues (O Senhor Extra-Terrestre, 1982). Ein erstes eigenes Album erschien 1982 unter dem Titel Algarismos, erzielte aber nicht den erhofften Erfolg. 1983 erreichte er an der Seite von Cândida Branca Flor mit dem patriotischen Titel Vinho do Porto, Vinho de Portugal den dritten Platz beim Festival da Canção. In diesem Jahr schloss er sein Medizinstudium an der Universität Lissabon ab, widmete sich aber in der Folge ganz der Musik. Für die Fernsehshow Hermanias von Herman José komponierte er 1984 die Musik für die Kunstfigur Serafim Saudade. 1985 nahm er in Tokio am World Popular Song Festival teil.
Am 26. August kam er auf der Nationalstraße 1 in der Nähe von Rio Maior bei einem Verkehrsunfall ums Leben, als ein Lkw beim Überholen frontal mit seinem Wagen zusammenstieß. Er wurde in São Domingos de Rana (Cascais) bestattet.
15 Jahre nach seinem Tod erschien 2003 eine Kompilation mit einer Auswahl seiner mehr als 300 komponierten Lieder. 2008 nahmen verschiedene Musiker ein Album mit Interpretationen seiner Songs auf.

## Diskografie
Alben
- 1982: Algarismos
- 1988: Intervalo

Singles
- 1981: Souvenir de Portugal / Eu Não Sou Poeta
- 1981: Play Back
- 1981: Pó de Arroz / Gá-gago
- 1982: Marcha do Pião das Nicas / Telefonia Nas Ondas do Ar
- 1982: Zero a Zero / Meia Dúzia
- 1983: Vinho do Porto, Vinho de Portugal (mit Cândida Branca Flor)
- 1983: O Foguete
- 1984: Discoteca
- 1984: Cinderela
- 1985: Versos de Amor
- 1985: Arco Íris
- 1986: Cegonha / Lá Longe Senhora